# Brad Lohaus
Bradley Allen Lohaus (* 29. September 1964 in New Ulm (Minnesota)) ist ein ehemaliger US-amerikanischer Basketballspieler.

## Werdegang
Lohaus empfahl sich mit seinen Leistungen als Basketballspieler an der Greenway High School in Phoenix (US-Bundesstaat Arizona) für einen Wechsel in die erste NCAA-Division. Von 1982 bis 1987 gehörte er der Hochschulmannschaft der University of Iowa an. In seiner letzten Saison (1986/87) erreichte Lohaus mit 11,3 Punkten je Begegnung den höchsten Wert seiner Hochschulzeit.
1987 sicherten sich die Boston Celtics die Dienste des Linkshänders im NBA-Draftverfahren. Den besten Punktesaisonschnitt seiner NBA-Jahre erreichte Lohaus 1989/90 mit 10 je Begegnung. Zu seinen Stärken gehörte der Weitwurf, der aber in der NBA erst nach seinem Wechsel zu den Milwaukee Bucks zur Geltung kam. Seine Höchstzahl an getroffenen Dreipunktwürfen erreichte Lohaus in der Saison 1992/93, als von 230 Weitwürfen 85 zu Punkten führten. Lohaus bestritt bis 1998 insgesamt 676 NBA-Spiele. Seine beste Angriffsleistung in einem NBA-Einsatz wurde am 27. März 1993 vermerkt, als er 34 Punkte erzielte.
Lohaus’ Söhne Wyatt und Tanner spielten beide Basketball an der University of Northern Iowa.